# Remetalkes I
Remetalkes I lub Roimetalkes I, właśc. Gajusz Juliusz Remetalkes I (gr.: Ροιμητάλκης, Roimetálkes) (zm. 12 n.e.) – sapejski król Tracji 31 p.n.e. – 11 p.n.e., król całej Tracji od 11 p.n.e. do śmierci.

## Życiorys
Syn sapejskiego króla Tracji Kotysa II oraz nieznanej królowej.
Trakowie walczyli po stronie Marka Antoniusza przeciwko Oktawianowi pod wodzą dwóch królów: Sadalasa III i Remetalkesa I. W roku 31 p.n.e. po bitwie pod Akcjum ten drugi złożył akt poddaństwa Oktawianowi. Zwycięzca zostawił go u władzy. Sadalasa III natomiast prawdopodobnie pozbawił władzy, bowiem brat Kotys VII rządził od tego roku częścią Tracji jako sprzymierzeniec Rzymu.
W roku 13 p.n.e. doszło do wielkiego powstania trackiego plemienia Bessów pod wodzą Wologaisosa, kapłana sanktuarium Dionizosa na górze Haimos. Powstańcy wystąpili przeciwko rządom Rzymu w Tracji. Wygnali Remetalkesa I oraz usunęli z tronu astejskiego króla Tracji Reskuporisa II, syna Kotysa VII. Stali się także zagrożeniem dla Macedonii. Remetalkes I schronił się na Chersonezie Trackim. Rzymianin Pizon Pontifex przybył z Pamfilii z dużymi siłami wojska i walczył aż trzy lata, aby się uporać z rebeliantami.
W roku 11 p.n.e. zmarł jego rywal, Reskuporis II, który należał do dynastii astejsko-odryskiej. Nie pozostawił on po sobie żadnego spadkobiercy. Remetalkes I, dzięki cesarzowi rzymskiemu Augustowi, został przywrócony na tron. Pozbawiony rywala, został królem całej Tracji sprzymierzonej z cesarstwem rzymskim. Otrzymał obywatelstwo rzymskie i nazwisko Gajusz Juliusz. Za jego rządów panował w kraju spokój. Żona i królowa Pytodoris I urodziła mu syna Kotysa VIII, który został jego następcą.
W roku 12 n.e. zmarł Remetalkes I, a Tracja została podzielona na dwie części przez cesarza Augusta. Południową i lepszą część otrzymał syn Kotys VIII, a północną i gorszą młodszy brat Reskuporis III.